# Надеждино (Белебеевский район)

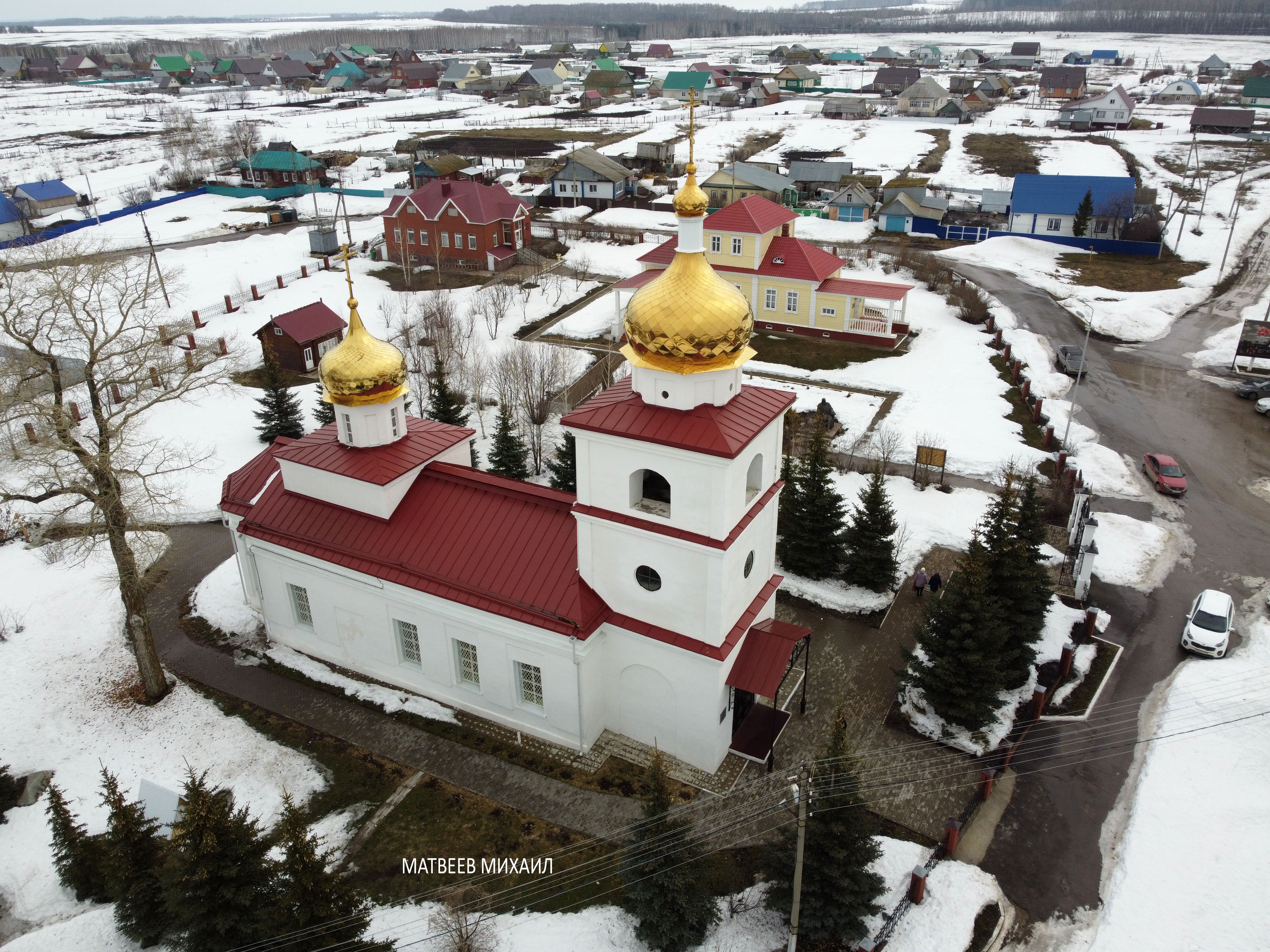
Церковь в селе Надеждино

Надеждино (баш. Надеждино) — село в Белебеевском районе Республики Башкортостан Российской Федерации. Входит в состав Аксаковского сельсовета. Раньше село являлось родовым имением семьи Аксаковых.

## География

### Географическое положение
Расстояние до:
- районного центра (Белебей): 7 км
- центра сельсовета (Аксаково): 7 км
- ближайшей ж/д станции (Аксаково): 2 км

## Топоним
Носит имя Надежды Ивановны Аксаковой (Куроедовой).

## История

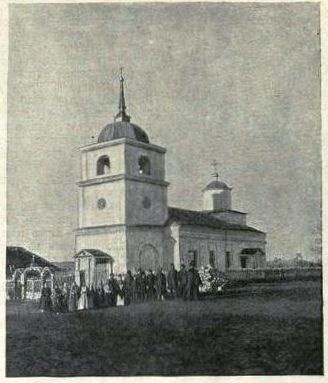
Надеждино. Церковь Димитрия Солунского

В 1760-е годы Михаил Максимович Куроедов женился на Надежде Ивановне Аксаковой — на двоюродной сестре деда С. Т. Аксакова. Вот что записал писатель о возникновении Надеждино: « Отправился Михайла Максимович в Уфимское наместничество и купил у башкирцев примерно по урочищам более двадцати тысяч десятин чернозёму… Земля лежала по реке Усень и по речкам Сююш, Мелеус, Кармалка и Белебейка. Там поселил он на истоке множества ключей, составляющих речку Большой Сююш, 450 душ да на речке Белебейке 50 душ». Крестьян Куроедов перевёз из Симбирской губернии (из Аксаково и Чуфарово) и назвал деревню в честь своей жены Надеждино. Затем новый владелец построил каменный храм и усадебный деревянный дом с флигелем. После кончины основателя села М. М. Куроедова (в 1792 г.), в Надеждино какое-то время жил управляющий, со смертью же Надежды Ивановны (в 1806 г.) имение и само село перешло по наследству отцу писателя Тимофею Степановичу Аксакову. А в 1821 году его в свою очередь унаследовал сам писатель.
Село Куроедово, принадлежавшее в начале XIX века отцу писателя С. Т. Аксакова, описывается в его произведении «Детские годы Багрова-внука» под названием Парашино.
Нынешнее название получило в честь предыдущей владелицы Надежды Куроедовой, урождённой Аксаковой (в книге выведена под именем Прасковьи Куролесовой).
Во время Великой Отечественной войны в селе находилось подразделение формирующейся с января 1942 года 124-я стрелковой бригады.
В 2002 году в бывшем усадебном доме Аксаковых был создан Музей семьи Аксаковых.
С 1799 года в селе функционирует церковь Димитрия Солунского, являющаяся памятником истории и архитектуры. Кирпичная церковь, построена на средства дворян Куроедовых в стиле классицизма. Церковь двуглавая, имеет двускатную железную крышу, трехъярусную колокольню. Тип постройки — базилика. Окна в храме прямоугольные с наличниками. Здание не разделено на трапезную и храм, имеет арочные входы. Село носило название «Дмитриевское» примерно в 1811 году, видимо в честь этой церкви.
Церковь входит в Аксаковский историко-культурный центр «Надеждино». В состав центра входят Дмитриевский храм и усадебный дом Аксаковых, в котором работает Музей семьи Аксаковых. С 1979 году в доме, который был построен Г. С. Аксаковым, открылось церковно-приходское училище. Церковь функционировала до 1930-х годов, после чего в ней устроили склад для зерна. С 70-х годов XX века здание пустовало. К 200-летию С. Т. Аксакова храм был отремонтирован и восстановлен. Президент фонда славянской письменности и культуры В. М. Клыков подарил храму икону Дм. Солунского, Аксаковский фонд подарил напрестольное Евангелие XVIII века.

## Население
| 2002 | 2009 | 2010 |
| ---- | ---- | ---- |
| 498  | ↗515 | ↗701 |

Согласно переписи 2002 года, преобладающие национальности — русские (31 %), башкиры (27 %).

## Достопримечательности

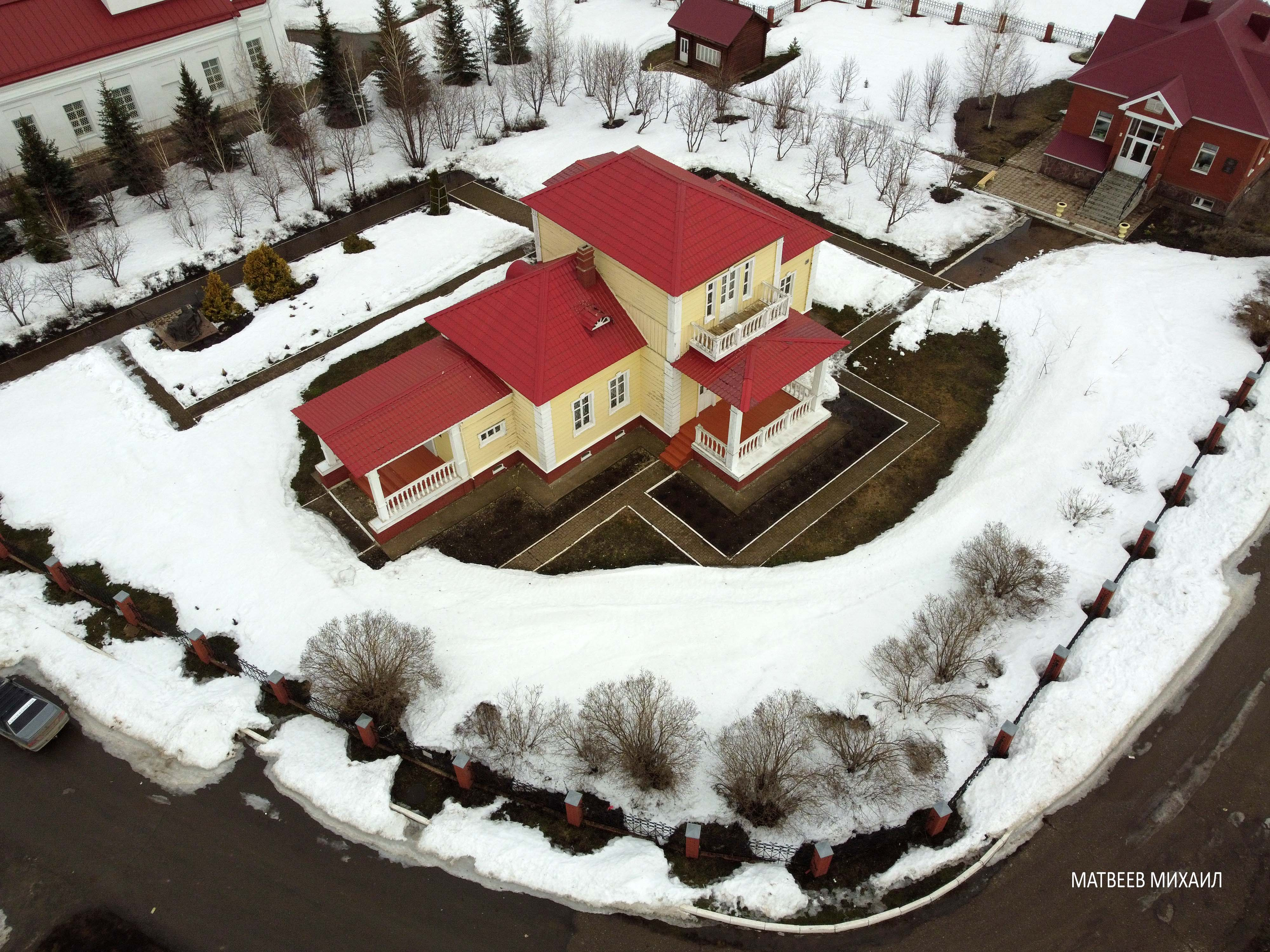
Музей в селе Надеждино

- Каждый год Надеждино встречает гостей и участников Международных Аксаковских дней[9].

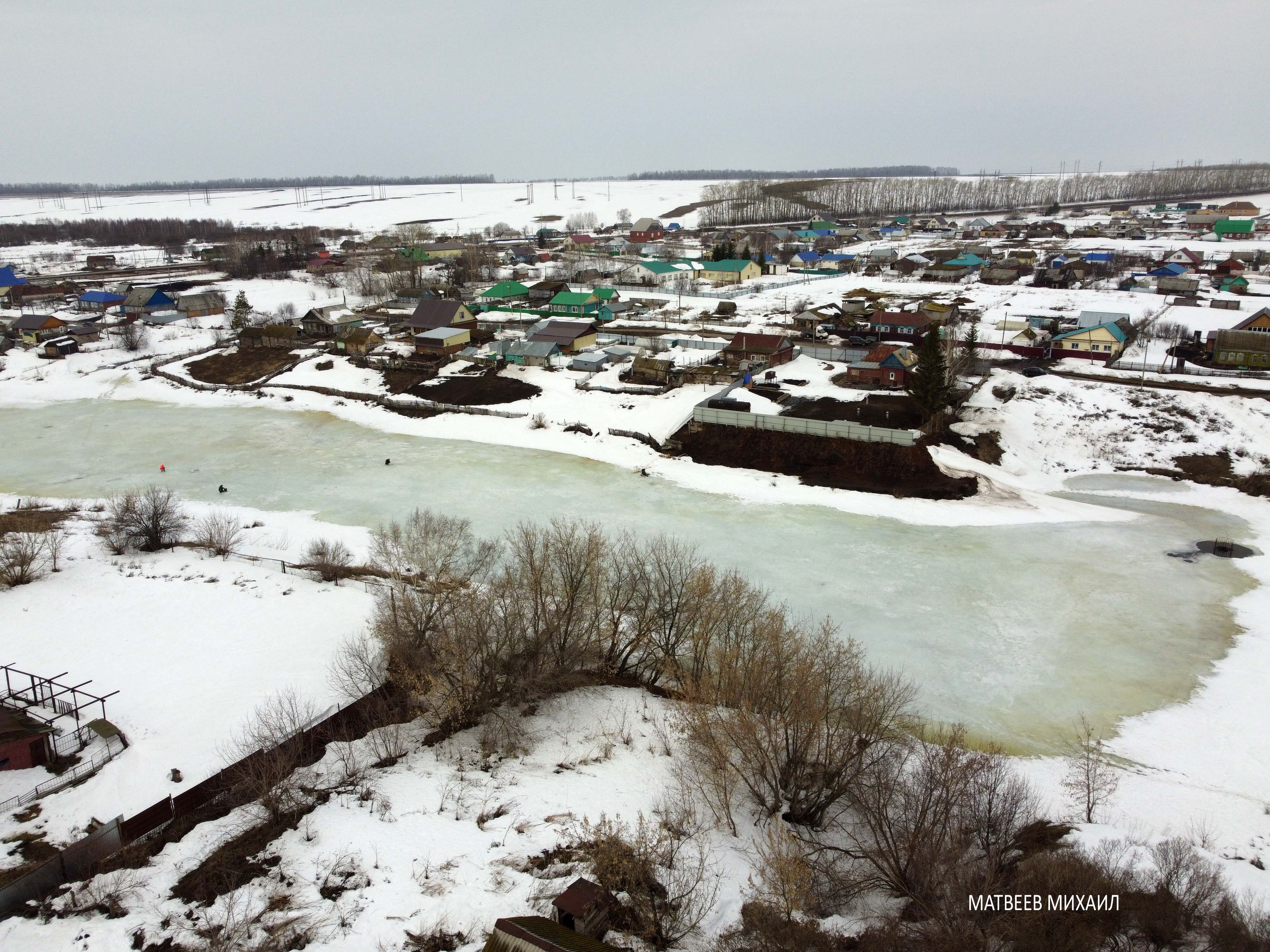
Пруд в селе Надеждино

- Пруд в селе Надеждино28 сентября 2002 года по Указу президента Республики Башкортостан в Надеждино открыли Аксаковский историко-культурный центр «Село Надеждино». В его основу вошли Дмитриевский храм и заново отстроенный дом-усадьба писателя, где расположился Музей семьи Аксаковых[9].

## Религия
С 1799 года в селе функционирует православная церковь Димитрия Солунского, являющаяся памятником истории и архитектуры.

## Известные уроженцы, жители
Во время проживания С. Т. Аксакова в Надеждине, с 1812 по 1826 годы, у него родились сыновья Константин и Иван — знаменитые славянофилы.